# Aphelandra glabrata
Aphelandra glabrata é uma espécie de plantas com flores. Foi descrito pela primeira vez por Carl Ludwig von Willdenow e Christian Gottfried Daniel Nees von Esenbeck. Aphelandra glabrata pertence ao gênero Aphelandra e à família Acanthaceae.
Este tipo de planta pode ser encontrado em:
- Bolívia
  - La Paz (capital)
  - Departamento de Financiamento
- Peru
- Equador
- Colômbia
  - Departamento de Antioquia
  - Departamento Atlântico
  - Departamento de Bolívar
  - Departamento de Boyacá
  - Departamento de Cundinamarca
  - Departamento de Huíla
  - Departamento de La Guajira
  - Departamento de Meta
  - Departamento do Norte de Santander
  - Departamento de Tolima
  - Departamento do Vale do Cauca

Não há tipos listados como este.